# Galaxy Game
Galaxy Game es el videojuego de máquinas recreativas más antiguo. Fue instalado en Tresidder Union en la Universidad de Stanford en septiembre de 1971, dos meses antes del lanzamiento de Computer Space, el primer juego producido en masa. Solo una unidad fue construida inicialmente, aunque más tarde el juego fue incluido en varias consolas permitiendo a los jugadores combatir entre ellos. 
El juego fue programado por Bill Pitts y Hugh Tuck. Como Computer Space, es una versión del existente Spacewar!, el cual fue creado a principios de la década de 1960 en la PDP-1 y portada a una variedad de plataformas desde entonces. La máquina tragaperras incorporaba una PDP-11/20 de Digital Equipment Corporation con despliegue de vectores. El equipo costaba alrededor de 20 000 dólares, y un juego costaba 10 centavos o tres juegos por 25 centavos. En junio de 1972 el equipo fue mejorado para permitir que el procesador manejara de cuatro a ocho consolas. El juego fue popular dentro del campus, con tiempos de espera de jugadores de hasta una hora, hasta que fue retirado en mayo del 1979 debido a las pantallas dañadas.
La unidad fue restaurada en 1997 y expuesta en el museo Histórico de Ordenadores en Mountain View, California, hasta que en agosto de 2010 la unidad es finalmente trasladada a Googleplex, la sede de la compañía Google.

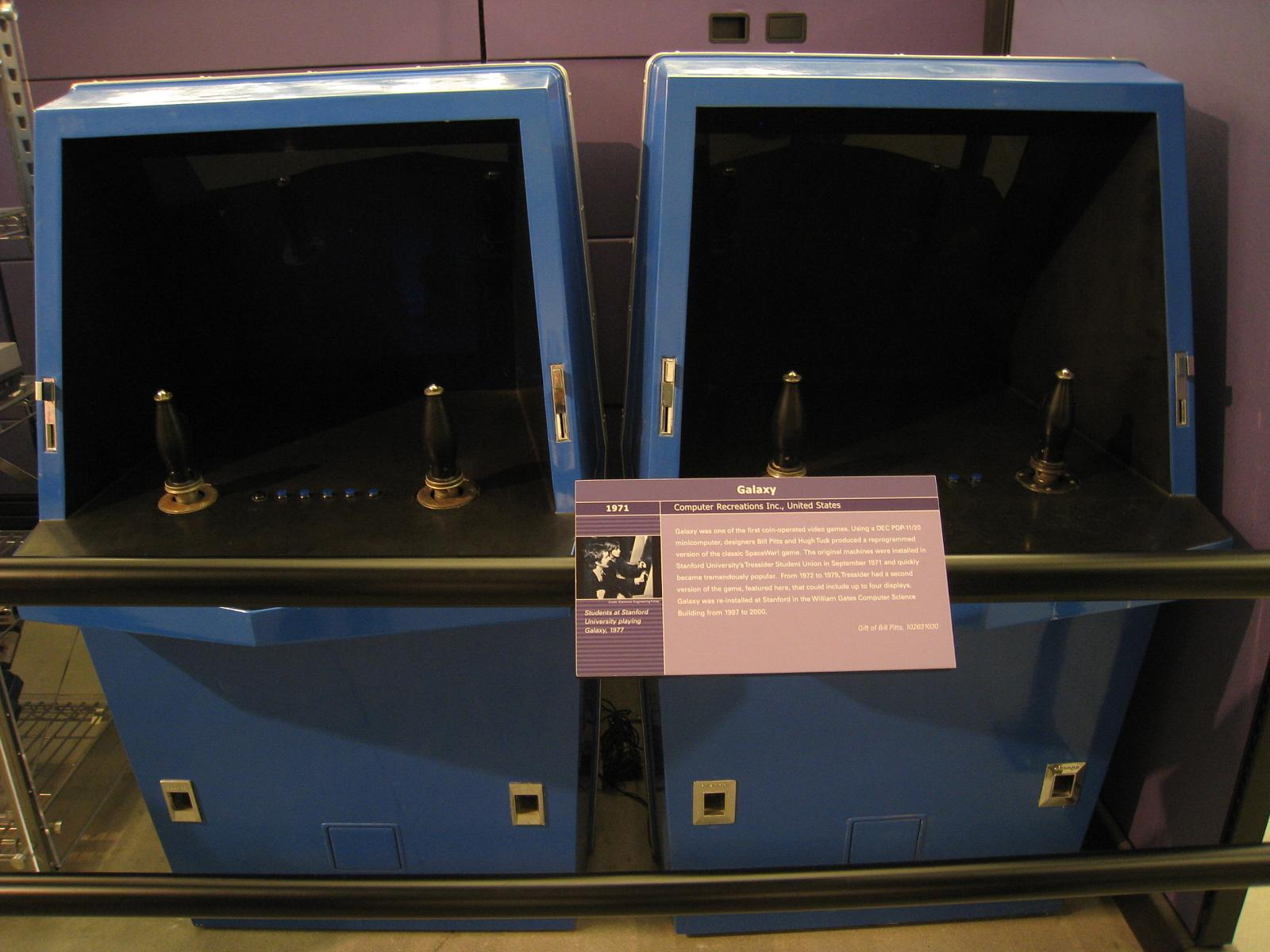
Máquinas recreativas de Galaxy Game.